# Annick et Jean-Claude
Annick et Jean est un duo de zouk composé de la chanteuse Annick Charlec, martiniquaise, née à Fort-de-France et de l'auteur-compositeur Jean-Claude Porlon, guadeloupéen, né à Pointe-à-Pitre, résidant en Martinique.

## Discographie
- 1987 : Santimantal, Liso musique
- 1988 : Sweet love, Liso musique
- 1990 : Pense à moi, écris-moi, Debs productions
- 1992 : Pou la vi, Debs productions
- 1993 : Manman lanmou, Debs productions